# Fothergilla
Fothergilla is de botanische naam van een geslacht dat voorkomt in het oosten van de Verenigde Staten. Aan de bladeren met zeer duidelijke nerven is de verwantschap met de toverhazelaar en andere leden van de toverhazelaarfamilie (Hamamelidaceae) goed te zien.
De bekendste soort is Fothergilla major (in het Nederlands wel lampepoetserstruik genoemd); deze komt van nature voor in het Alleghenygebergte. Met de toverhazelaar heeft de middelgrote heester (tot 2.50m) ook de voorkeur gemeen voor humusrijke, liefst wat zure, niet te droge grond en ook de uitgesproken oranjerode herfstkleur. Deze is meer uitgesproken bij struiken die in de volle zon staan. De geurende witte bloemen met een zweem roze, verschijnen in mei-juni.
De enige andere soort in het geslacht is Fothergilla gardenii. Dit struikje wordt ongeveer 1 meter hoog en breed en bloeit soortgelijk.